# Ctenolimnophila madagascariensis
Ctenolimnophila madagascariensis är en tvåvingeart som beskrevs av Alexander 1960. Ctenolimnophila madagascariensis ingår i släktet Ctenolimnophila och familjen småharkrankar.
Artens utbredningsområde är Madagaskar. Inga underarter finns listade i Catalogue of Life.